# Stephanie Beckert
Stephanie Beckert (Erfurt, RDA, 30 de mayo de 1988) es una deportista alemana que compitió en patinaje de velocidad sobre hielo. Su hermano Patrick también compitió en patinaje de velocidad.
Participó en dos Juegos Olímpicos de Invierno, obteniendo tres medallas en Vancouver 2010, oro en la prueba de persecución por equipos (junto con Daniela Anschütz-Thoms, Katrin Mattscherodt y Anni Friesinger-Postma), y dos platas en 3000 m y 5000 m, y el octavo lugar en Sochi 2014 (5000 m).
Ganó cinco medallas en el Campeonato Mundial de Patinaje de Velocidad sobre Hielo en Distancia Individual, en los años 2009 y 2011.

## Palmarés internacional
| Juegos Olímpicos                           | Juegos Olímpicos          | Juegos Olímpicos  | Juegos Olímpicos        |
| Año                                        | Lugar                     | Medalla           | Prueba                  |
| ------------------------------------------ | ------------------------- | ----------------- | ----------------------- |
| 2010                                       | Vancouver (Canadá)        | Medalla de oro    | Persecución por equipos |
| 2010                                       | Vancouver (Canadá)        | Medalla de plata  | 3000 m                  |
| 2010                                       | Vancouver (Canadá)        | Medalla de plata  | 5000 m                  |
| Campeonato Mundial en Distancia Individual |                           |                   |                         |
| Año                                        | Lugar                     | Medalla           | Prueba                  |
| 2011                                       | Inzell (Alemania)         | Medalla de plata  | 5000 m                  |
| 2011                                       | Inzell (Alemania)         | Medalla de bronce | 3000 m                  |
| 2011                                       | Inzell (Alemania)         | Medalla de bronce | Persecución por equipos |
| 2012                                       | Heerenveen (Países Bajos) | Medalla de plata  | 3000 m                  |
| 2012                                       | Heerenveen (Países Bajos) | Medalla de plata  | 5000 m                  |